# Pidlissia (rejon rożniatowski)
Pidlissia (ukr. Підлісся; hist. Słoboda Dubeńska) – wieś na Ukrainie, w obwodzie iwanofrankiwskim, w rejonie rożniatowskim.
Pod koniec XIX wieku wieś nazywała się Słoboda Dubeńska i leżała w Galicji, w powiecie dolińskim.